# Sabrina Siani
Sabrina Siani (n. Roma, 1963) es una actriz italiana conocida por sus roles en películas de fantasía. Con los seudónimos de  Sabrina Seggiani, Sabrina Sellers y Sabrina Syan, ha aparecido en numerosas películas, incluidas  Ator, el águila luchadora, Terreur cannibale, La nena cañón y Don Máximo el ligón, Gunan, Conquest e Il trono di fuoco.

## Filmografía
- Terreur cannibale (Terror caníbal) (1980).
- La nena cañón y Don Máximo el ligón (1980).
- La doctora de los marineros (1981).
- Año 2020 - El gladiador del futuro (1982).
- Gunan el guerrero (1982).
- Ator, el águila luchadora (1982).
- Sangraal, la espada de fuego (1982).
- Conquest (La conquista de la tierra perdida) (1983).
- Il trono di fuoco (El trono de fuego) (1983).
- Dagobert (1984).
- Black Cobra (1987).
- Aenigma (1987).
- Missione finale (Misión final) (1988).